# Trabant nT
Der Trabant nT ist ein Konzeptfahrzeug, das 2009 auf der IAA präsentiert wurde. Das Kürzel „nT“ steht für „newTrabi“.

## Geschichte
Die Geschichte begann beim Modellautohersteller Herpa. Dort beschloss man zum 50. Geburtstag des „Trabant“ im Jahre 2007, ein Modell eines neuen Trabants im Maßstab 1:10 zu entwickeln. Dieses Modell wurde 2007 auf der IAA unter den Namen „newTrabi“ vorgestellt. In diesem Zusammenhang gab es auf der Messe eine Umfrage. Dabei sprachen sich 94 % der 12.000 Befragten für eine Neuauflage des Autos in einer modernen Form aus.
Daraufhin entwickelte die IndiKar Individual Karosseriebau GmbH aus Wilkau-Haßlau zusammen mit dem Designer Nils Poschwatta ein Konzeptfahrzeug, welches 2009 auf der IAA unter dem Namen „Trabant nT“ vorgestellt wurde. Die nachfolgende Investorensuche scheiterte allerdings, sodass das Fahrzeug nie in Serie produziert wurde.

## Technik

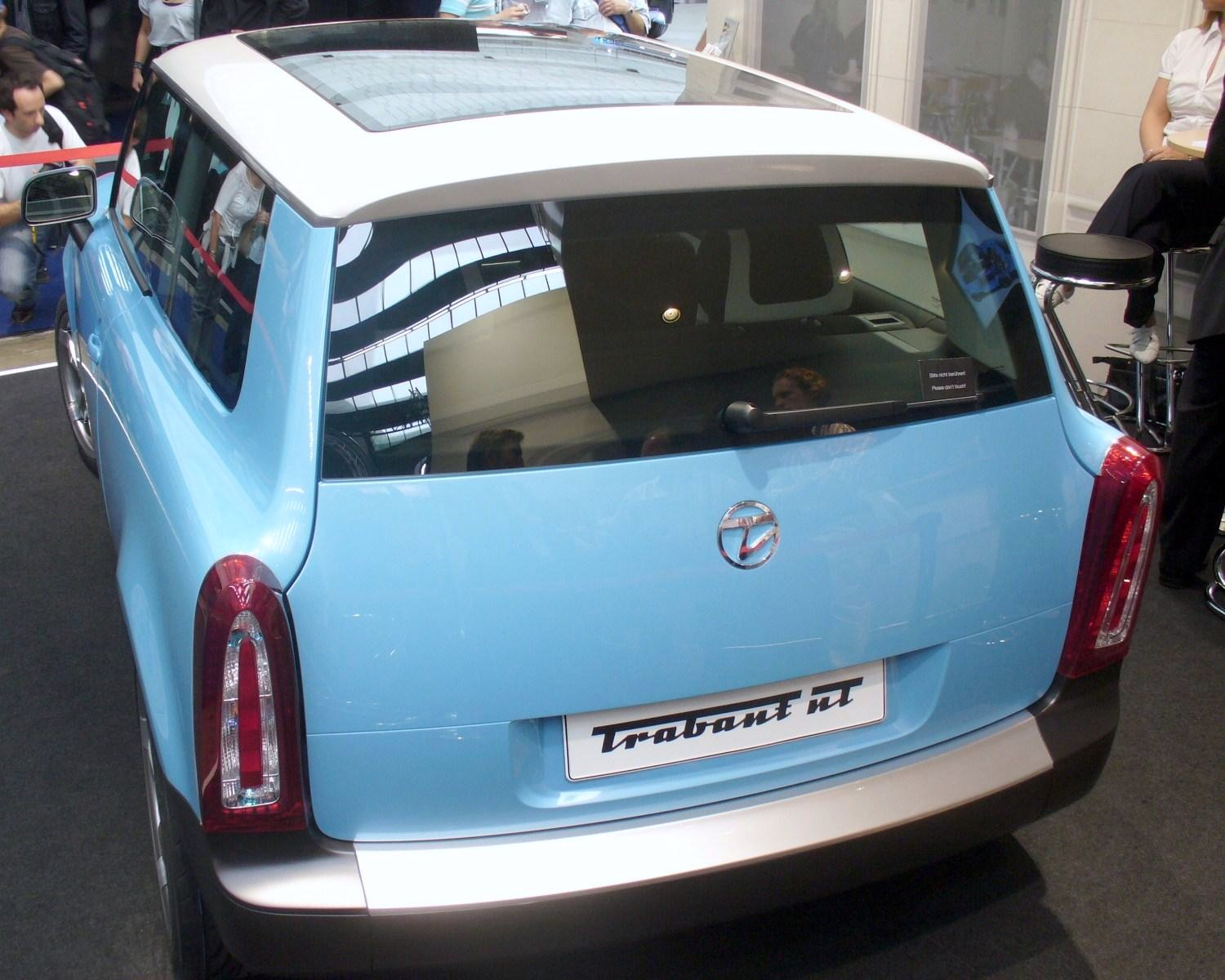
Heckansicht

Der Trabant nT wird von einem zentralen Asynchronmotor mit einer Leistung von 47 kW angetrieben. Der Motor bezieht seine Energie von einem Lithium-Ionen-Akku. Die Ladezeit beträgt bei 230 V ca. 8 Stunden und bei 400 V ca. 2 Stunden. Die Reichweite beträgt maximal 160 km. Zusätzlich verfügt das Fahrzeug über ein Solardach mit einer Fläche von 1,8 m², das ca. 120 Watt zur Unterstützung der Lüftung und andere Fremdverbraucher bereitstellt. Die Höchstgeschwindigkeit beträgt 130 km/h. Das Fahrzeug verfügt über 4+1 Sitze (ein Kindersitz hinten Mitte). Die Zuladung darf 400 kg betragen.

## Design
Das Design wurde von Nils Poschwatta entwickelt und sollte zum einen an den Trabant P 601 Universal erinnern und zum anderen aber auch modern wirken.
Der Radstand beträgt 245 cm. Das Fahrzeug ist 395 cm lang, 169 cm breit und 150 cm hoch. 1050 kg Leergewicht sind angegeben.

## Projektverlauf
Nach einer großen anfänglichen Resonanz in der Öffentlichkeit konnte kein ausreichend finanzkräftiger Investor für die Serienfertigung gefunden werden. 2014 berichtete der Geschäftsführer von IndiKar von ausländischen und branchenfremden Interessenten, deren Zielsetzungen offenbar zu weit von denen seiner Firma entfernt war. 2019 wurden die Trabant-Namensrechte von Herpa verlängert.